# Blues for Allah
《Blues for Allah》는 미국의 록 밴드 그레이트풀 데드의 여덟 번째 스튜디오 음반이다. 1975년 2월 27일부터 5월 7일까지 녹음되었고 1975년 9월 1일에 발매되었다. 이 음반은 그들 자신의 그레이트풀 데드 레코드에 있는 밴드의 세 번째 음반이었고 연속적으로 세 번째 스튜디오 음반이었다. 《Blues for Allah》는 1987년 《In the Dark》까지 이 그룹의 가장 높은 차트를 기록한 음반이었으며, 빌보드 200 차트에 13주간 머무르는 동안 12위에 올랐다.

## 녹음
《Blues for Allah》는 그레이트풀 데드가 1974년 10월, 밴드 활동을 중단한 후 녹음되었다. 그들의 독립 레이블을 위한 새로운 음반 발매가 필요하다는 것을 의식한 밴드는 1975년 1월에 이 프로젝트를 시작했다. 이전 스튜디오 음반에 사용된 상업 스튜디오와는 대조적으로, 밴드는 리듬 기타리스트 밥 위어가 캘리포니아주 밀밸리에 있는 그의 새 집에 지은 스튜디오를 사용했다. 무대에서 성숙했던 곡들을 스튜디오 버전으로 녹음하는 그들의 일반적인 접근 방식이 아닌, 트랙은 스튜디오 환경에서 개발되었다. 매니저 록 스컬리에 따르면, 이는 부분적으로 리드 기타리스트 제리 가르시아가 다른 밴드 멤버들의 작곡 과정에 더 많은 참여를 보장하기 위한 시도였다고 한다.  처음부터 소재를 창조하는 과정에서 밴드는 그들이 연주했던 이전의 장르를 뛰어넘을 수 있었다. 가르시아는 "우리는 단순히 다양한 스타일을 만들거나 다른 스타일을 합성하는 것이 아니라 스타일을 만드는 데 노력하고 있습니다. 따라서, 그것은 조금 더 어렵고, 상당히 더 실험적입니다." 〈Franklin's Tower〉의 주요 리프는 부분적으로 루 리드의 1973년 히트곡 〈Walk on the Wild Side〉의 코러스에서 영감을 받았다.
로버트 헌터의 가사에 의해 지지를 받으며 눈에 띄는 중동 주제가 등장했다. 이 개념에 추가된 일부 소재와 바흐에서 영감을 받은 〈Sage & Spirit〉(스컬리의 딸들의 이름을 딴)의 플루트와 같은 악기 실험에 대한 비서구적인 시간 서명이 있다. 가르시아는 "일반적이고 고전적인 메이저-마이너 관계에서 대칭적이지 않은 방식으로 그들만의 조화를 만들어내는 스케일을 만들고 있다"고 말했다.

## 평가
| 전문가 평가              | 전문가 평가 |
| 평가 점수                | 평가 점수   |
| 출처                     | 점수        |
| ------------------------ | ----------- |
| AllMusic                 | [ 7 ]       |
| Christgau's Record Guide | C−          |

《Blues for Allah》에 대한 평가는 다양하다. 1975년 《롤링 스톤》의 리뷰에서 빌리 알트먼은 LP의 첫 번째 면이 대부분 "아름답게 작동한다"고 썼지만, 두 번째 면은 "완전한 세척"이라고 썼다. 올뮤직에 대한 회고적인 리뷰에서 린제이 플래너는 이 음반이 "가장 자연스럽고 영감을 받은 데드를 포착했다"고 느꼈다. 그러나, 그는 또한 타이틀 모음곡이 "이 철저하게 견고한 노력의 나머지와 비교했을 때 모순된다고 느꼈다."

## 곡 목록
| #  | 제목                                         | 작사·작곡                                              | 리드 보컬         | 재생 시간 |
| -- | -------------------------------------------- | ------------------------------------------------------ | ----------------- | --------- |
| 1. | 〈Help on the Way〉                          | 제리 가르시아, 로버트 헌터                             | 가르시아          | 3:15      |
| 2. | 〈Slipknot!〉                                | 가르시아, 키스 가드쇼, 빌 크로이츠만, 필 레시, 밥 위어 | 기악              | 4:03      |
| 3. | 〈Franklin's Tower〉                         | 가르시아, 크로이츠만, 헌터                             | 가르시아          | 4:32      |
| 4. | 〈King Solomon's Marbles〉                   | 레시                                                   | 기악              | 1:55      |
| 5. | 〈Stronger than Dirt or Milkin' the Turkey〉 | 미키 하트, 크로이츠만, 레시                            | 기악              | 3:25      |
| 6. | 〈The Music Never Stopped〉                  | 존 페리 발로, 위어                                     | 위어, 도나 가드쇼 | 4:35      |

| #  | 제목                                  | 작사·작곡                                                    | 리드 보컬                            | 재생 시간 |
| -- | ------------------------------------- | ------------------------------------------------------------ | ------------------------------------ | --------- |
| 1. | 〈Crazy Fingers〉                     | 가르시아, 헌터                                               | 가르시아                             | 6:41      |
| 2. | 〈Sage & Spirit〉                     | 위어                                                         | 기악                                 | 3:07      |
| 3. | 〈Blues for Allah〉                   | 가르시아, 헌터                                               | 가르시아, D. 가드쇼, K. 가드쇼, 위어 | 3:21      |
| 4. | 〈Sand Castles & Glass Camels〉       | 가르시아, D. 가드쇼, K. 가드쇼, 하트, 크로이츠만, 레시, 위어 | 기악                                 | 5:24      |
| 5. | 〈Unusual Occurrences in the Desert〉 | 가르시아, 헌터                                               | 가르시아, D. 가드쇼, K. 가드쇼, 위어 | 3:48      |